# خانه شوشتری
خانه شوشتری مربوط به دوره قاجار است و در خوزستان،دزفول، محله لوريان واقع شده و این اثر در تاریخ ۱۷ اسفند ۱۳۸۱ با شمارهٔ ثبت ۷۹۰۸ به‌عنوان یکی از آثار ملی ایران به ثبت رسیده است. شایان ذکر است که این خانه در زمان قاجار به عنوان روسپی خانه مورد استفاده بوده است که بعدها تغییر کاربری داده است.